# Comuna Hruzke, Konotop
Hruzke (în ucraineană Грузьке) este o comună în raionul Konotop, regiunea Sumî, Ucraina, formată din satele Dubînka și Hruzke (reședința).

## Demografie
Componența lingvistică a comunei Hruzke
     Ucraineană (98,1%)
     Rusă (1,9%)
Conform recensământului din 2001, majoritatea populației comunei Hruzke era vorbitoare de ucraineană (98,1%), existând în minoritate și vorbitori de rusă (1,9%).